# Il secondo LP di Bobby Solo
Il secondo LP di Bobby Solo è il secondo album discografico di Bobby Solo, pubblicato in Italia nel 1965.

## Descrizione
Dopo la vittoria al Festival di Sanremo 1965 con Se piangi, se ridi, il cantautore romano partecipa all'Eurovision Song Contest tenutosi a Napoli con lo stesso brano classificandosi al quinto posto, e a Un disco per l'estate 1965 con Quello sbagliato, canzone scritta da Alberto Testa e Flavio Carraresi, che arriva fino alla serata finale, classificandosi al sesto posto con 2452 voti.
Nell'estate la Dischi Ricordi pubblica il secondo disco di Bobby Solo, includendo le due canzoni ricordate, il retro di Quello sbagliato, Lascio fare a te (ma non Sarò un illuso, lato B di Se piangi, se ridi) e la canzone dell'ultimo 45 giri dell'anno precedente, Cristina.
Una delle canzoni del disco, La nostra vallata, viene scelta come sigla del telefilm Questa sera parla Mark Twain (regia di Daniele D'Anza; un'altra, Non mi avrai, ha la musica tratta dal balletto Coppélia di Léo Delibes (pur essendo firmata dallo stesso Bobby Solo e dal maestro Gianni Marchetti).
Il fratello di Little Tony, Enrico Ciacci (componente del gruppo La Cricca) scrive le musiche di tre canzoni, Troverai (quel che cerchi), In fondo agli occhi e Non saprai mai; inoltre per la prima volta Bobby Solo canta in napoletano, interpretando due brani classici come Guapparia (il cui autore della musica in copertina è riportato con il cognome sbagliato, Falvio) e Te vojo bene assaje.
Gli arrangiamenti del disco sono curati dal maestro Gianni Marchetti, tranne Te vojo bene assaje, arrangiata da Detto Mariano.

## Altre edizioni
L'album è stato ristampato in CD dalla BMG nel 1999 (numero di catalogo: 74321651812)

## Tracce
Lato A
1. Se piangi, se ridi - (testo di Mogol; musica di Gianni Marchetti e Roberto Satti) - 2:58
2. Lo devo a te - (testo di Sergio Bardotti; musica di Gian Piero Reverberi) - 3:26
3. Quello sbagliato - (testo di Alberto Testa; musica di Flavio Carraresi) - 2:56
4. Non mi avrai - (testo di Paolo Lepore e Gianni Sanjust; musica di Gianni Marchetti e Roberto Satti) - 2:32
5. La nostra vallata - (testo di Daniele D'Anza; musica di Fiorenzo Carpi) - 3:30
6. Guapparia - (testo di Libero Bovio; musica di Rodolfo Falvo) - 3:40

Lato B
1. Cristina - (testo di Paolo Lepore e Gianni Sanjust; musica di Roberto Satti) - 3:24
2. Lascio fare a te - (testo di Mogol; musica di Harris e Terry) - 3:11
3. Troverai (quel che cerchi) - (testo di Paolo Taddia; musica di Enrico Ciacci) - 2:58
4. In fondo agli occhi - (testo di Mogol; musica di Enrico Ciacci) - 2:37
5. Non saprai mai - (testo di Paolo Taddia; musica di Enrico Ciacci) - 2:24
6. Te vojo bene assaj - (testo di Raffaele Sacco; musica di Gaetano Donizetti) - 3:23